# 1946年10月27日憲法
1946年10月27日憲法（フランス語: Constitution du 27 octobre 1946）は、フランス第四共和政の憲法である。

## 解説
1946年9月29日に憲法制定国民議会で採択され、10月13日の人民投票で承認された。1946年10月27日にフランス共和国臨時政府大統領ジョルジュ・ビドーが公布し、翌日官報に掲載された。共和国評議会が初めて開かれた12月24日に発効した。
この憲法は、フランス共和国と保護領・国連委任統治領等の植民地とによって構成されるフランス連合を創設したが、英仏共同統治領ニューヘブリディーズ諸島（現バヌアツ）は連合の枠外とされた。ドイツ・オーストリアのフランス軍占領地域は、この憲法の適用範囲外とされた。
第二次世界大戦中のヴィシー体制による政治的トラウマと反省からこの憲法は、執行府と立法府との間の抑制と均衡によって「合理化された（rationalisé）」議院内閣制を樹立した。
当初は戦後の復興を早急に図るべく様々な分野において政策を打ち立て、それを見事に成し遂げ経済の立て直しに成功した。インフラ整備、主要産業の国営化による再生、軍事力増強及び核開発計画、諸外国との国交の安定化、インフレ抑制や社会保障制度の拡充等である。しかし次第に国内情勢が安定すると同時に、その非効率性と政権内での対立による一体性の欠如が表面化し多くの批判を受けるようになった。アルジェリア戦争勃発でさらに政況は悪化したため、身を引いていたド・ゴールが政界に復帰する事で第四共和政憲法は引導を渡される形になった。そして最終的にその前文（現在も有効）を除き、1958年10月4日憲法（第五共和政憲法）によって廃止された。
前文は人権規定を定めるものであったため変更の必要なしとみなされた。